# الطبيب رغم نفسه
الطبيب رغم نفسه ( بالفرنسية:Le Médecin malgré lui) هي مسرحية لموليير مقسمة إلى ثلاثة فصول من 5 و 5 و 11 مشاهد على التوالي تم ثمثيلها لأول مرة في ستة أغسطس 1666 في مسرح القصر الملكي، حيث حققت نجاحًا كبيرًا. بالاعتماد على نماذج من الكوميديا الإيطالية في The Flying Doctor و The Love Doctor، يضيف موليير عناصر مستمدة من تقليد المهزلة الفرنسية والخرافات من العصور الوسطى . إن إخفاء بعض المواقف والمحاكاة الساخرة للممارسات الطبية في ذلك الوقت، والتي هي الموضوعات الرئيسية للطبيب على الرغم من نفسه ، يخفي شجبًا من الدجال، هجاءً من المصداقية، وحتى نقدًا للدين .

## الشخصيات
- سكاناريل : زوج مارتين
- مارتين : زوجة سكاناريل
- السيد روبرت : جار سكاناريل.
- فالير : خادم جيرونت
- لوكاس : زوج جاكلين وخادم جيرونتي
- جيرونت : والد لوسيند
- جاكلين : ممرضة في جيرونت وزوجة لوكاس
- لوسيند : ابنة جيرونت
- بيرين : ابن ثيبو، فلاح
- تيبو : والد بيرين
- ليندر : عاشق لوسيند

## الأحداث
الفصل الأول: شجار ينفجر في المنزل بين سكاناريل ومارتين، فيضرب الزو زوجته بعصا. بعدها يصل السيد روبرت، أحد الجيران، محاولا التوفيق بين الزوجين، ووصع حد للنزاع، فانقلب عليه سكاناريل ومارتين. ومع ذلك، فمارتين تعد بالانتقام من زوجها، بينما يذهب هذا الأخير لجلب الحطب. فتُمنح المناسبة لها بوصول فالير ولوكا، خادمو جيرونت، باحثين عن طبيب لابنة سيدهم لوسيند. مارتين تخبرهم عن سكاناريل، مدعية أن هذا الأخير هو طبيب خارج عن المألوف، ولكن غريب الأطوار يرفض الاعتراف بمهنته كطبيب ما لم يضرب.فيقتنعان، ويذهبان إلى سكاناريل بينما هو يحطب ويغني «مادحا» قنينته فيسألونه عن ما إذا كان طبيبًا بالفعل، فأنكر سكاناريل ذلك، فتلقى الضرب بالعصا في النهاية حتى وافق مضطرا على الاعتراف على أنه طبيب.
الفصل الثاني: يبدأ الفصل لوكا وفالير الذين يبشران جيرونت بأنهم وجدوا طبيبا ويقدمانه له، ولكن جاكلين، مربية لدى جيرونت وزوجة لوكاس، التي تحاول أن توضح لها أن الفتاة ستكون أفضل حالًا إذا سمح لها والدها بالزواج من ليندر، الشاب الذي كانت في الحب لكن لياندر ليس غنيا بما فيه الكفاية في عيون جيرونت .في المشهد الثاني، يدخل سكاناريل فيخبره جيرونت بمرض ابنته لوسيند:الخرس، ما سبب تأخير زواجها من هوراس، الزوج كان يريد جيرونت أن يزوج ابنته منه . بعد فحص لوسيند (بعد محاولة فحص جاكلين ولكن زوجها لوكاس منعه)، يقدم الطبيب رعم نفسه سكاناريل مظاهرة هزلية لمواهبه وينصحه بإعطاء ابنته لوسيند كدواء الخبز المغطس في النبيذ ثم يغادر بعد أن دفع من قبل جيرونت.وبينما كان يعد نقوده، يلتقي بليندر، الذي يطلب منه المساعدة للانضمام له ومساعدته للزواج بلوسيند، فقبل عندما عرض عليه الشاب المال.
الفصل الثالث: ليندر يتنكر بليس صيدلي للتمكن من دخول يبت جيرونت ويعترف سكاناريل له بأنه طبيب مزيف رغم أنفه. في طريقهم إلى منزل جيرونت، يجتمعون مع ثيبو، وهو مزارع يرافقه ابنه بيرين، الذي يتوسل إلى الطبيب المزيف لشفاء زوجته. يأمره سكاناريل بإعطاء الجبن للمريضة، ويدفع مقابل الاستشارة.وعند وصولهم لمنزل جيرونت، يجدد سكاناريل محاولته لإغراء جاكلين، التي قوطعت بوصول لوكاس. بينما يشرح جيرونت لسكاناريل أن العلاج الذي دعا إليه لابنته قد زاد من حدة مرضه، فقال له أن ذلك علامة الشفاء، فرأى جيرونت ليندر، ولكنه لم يتعرف عليه. ثم تتكلم الشابة فيرح جيرونت ولكنها تتجادل مع والدها حول زواجها. سكاناريل يأمر ليندر بالرحيل وتقديم بعض الأدوية للفتاة. الشباب يهربون. يأتي لوكاس، الذي اكتشف الخدعة، لتحذير جيرونت من الخداع الذي كان ضحية له . الرجل العجوز يأمر بأن بحبس على سكاناريل حتى يعدم . تصل مارتين، بحثًا عن زوجها، وتكتشف أن سجاناريل سجين وسوف يعدم. يرفض جيرونت أن يكون متسامحًا مع الطبيب المزيف، الذي أنقاذ بفضل عودة لوسيند وليندر غير المتوقعة، والذي يوضح أنه علم أنه ورث ثروة عمه. فقبله جيرونت كصهر. ويعود مارتين وسكاناريل إلى ديارهم.

## وصلات خارجية
www.toutmoliere.net